# リア・マクヒュー
リア・ライアン・マクヒュー（Lia Ryan McHugh、2005年 - ）は、アメリカの女優。『Totem』（2017年）、『ロッジ -白い惨劇-』、『Into the Dark』（ともに2019年）に出演している。マーベル・シネマティック・ユニバース（MCU）の映画『エターナルズ』（2021年）では、スプライトを演じた。

## 生い立ち
彼女は、2005年にペンシルベニア州ピッツバーグで、俳優一家のもとに生まれ、3人の兄（フリン、ローガン、シア）と、脳性麻痺を抱える弟（ギャビン）がいる。ギャビンも俳優として活躍し、ドラマシリーズ『9-1-1: LA救命最前線』ではクリストファー・ディアスを演じている。

## キャリア
キャリアの大半を、『A Haunting』、『Totem』、『Along Came the Devil』、『ロッジ -白い惨劇-』、『Into the Dark』などのホラー作品に出演してきた。マーベル・シネマティック・ユニバースの映画『エターナルズ』でスプライト役を演じている。

## フィルモグラフィ

### 映画
| 年   | 題名                                                       | 役名                     | 備考                 |
| ---- | ---------------------------------------------------------- | ------------------------ | -------------------- |
| 2017 | HOT SUMMER NIGHTS/ホット・サマー・ナイツ Hot Summer Nights | サマー・バード・シスター |                      |
| 2017 | Totem                                                      | アビー                   |                      |
| 2018 | 悪霊館 Along Came the Devil                                | 幼い頃のアシュリー       |                      |
| 2019 | ロッジ -白い惨劇- The Lodge                                | ミア・ホール             |                      |
| 2020 | ソングバード Songbird                                      | エマ・グリフィン         |                      |
| 2021 | エターナルズ Eternals                                      | スプライト               |                      |
| 2021 | A House on the Bayou                                       | アナ                     | ポストプロダクション |

### テレビ
| 年   | 題名           | 役名               | 備考                                                     |
| ---- | -------------- | ------------------ | -------------------------------------------------------- |
| 2016 | A Haunting     | ジェイシー         | ドキュメンタリーシリーズ;エピソード：「Tunnel of Death」 |
| 2018 | American Woman | ジェシカ・ノーラン | 主要キャスト; 計11話出演                                 |
| 2019 | Into the Dark  | マギー・シンガー   | エピソード：「They Come Knocking」                       |